# 臨港路
臨港路、臨港東路為臺灣臺中市臺中港區域的重要道路，行經龍井、梧棲、清水區。呈相南—北走向的弧形道路，東南接省道台1線的中華路，北抵中華北路，全長約19.7公里。其中的臨港路，全線屬於臺17線。

## 行經行政區域
- 龍井區
- 梧棲區
- 清水區

## 分段

### 臨港東路
- 一段：中華路－中央路
- 二段：中央路－西濱路（接續臨港路一段）

### 臨港路[2]
- 一段：西濱路－龍昌路
- 二段：龍昌路－向上路九段
- 三段：向上路九段－臺灣大道八段
- 四段：臺灣大道八段－民族路三段
- 五段：民族路三段－漁港路
- 六段：漁港路－高美路
- 七段：高美路－中華北路

## 車道配置
- 臨港東路：雙向六車道（設置中央綠化安全島）
- 臨港路一－五段
  - 快車道：雙向六車道（全線禁行機車）
  - 慢車道：雙向兩車道
  - 設置中央綠化安全島及快慢車道分隔島
- 臨港路六－七段
  - 快車道：雙向四車道（全線禁行機車）
  - 慢車道：雙向兩車道
  - 設置中央綠化安全島及快慢車道綠化分隔島

## 沿線設施
（由南到北）
臨港東路一段（龍井區）
中華路一段、二段
龍北路
中央路一段／中央南路
臨港東路二段
- 臺中市龍井區龍津國民小學
- 臺中市政府警察局烏日分局麗水派出所

中彰大橋
西部濱海快速公路
臨港路一段
龍昌路／龍井大排（往台中火力發電廠）
臨港路二段（龍井區／梧棲區）
向上路九段（往龍井交流道）
臨港路三段（梧棲區）
梧棲大排
- 臺中港區
- 中港加工出口區
- 臺中港科技產業園區
- 臺中港關連工業區

臺灣大道九段、十段
臨港路四段
- 臺中港大樹公
- 梧棲保安宮
- 海港聯合辦公大樓
  - 臺灣港務公司臺中分公司
  - 財政部關務署臺中關
  - 衛生福利部疾病管制署第三分局臺中辦事處
  - 農業部動植物防疫檢疫署臺中分署臺中港檢疫站
  - 經濟部標準檢驗局臺中分局臺中港辦事處
  - 交通部中央氣象署梧棲氣象站
  - 中華郵政梧棲臨港分局

大智路二段
- 內政部警政署臺中港務警察總隊
- 交通部運輸研究所港灣技術研究中心
- 交通部航港局中部航務中心

民族路二段、三段
臨港路五段（清水區）
中清路九段
- 台中港北堤

漁港路／五權路
臨港路六段
150 清水西部濱海快速公路清水交流道
清水大排
高美路
三美路
臨港路七段
- 臺中市立清泉國民中學

0 清水端國道四號清水端
- 臺中市清水區甲南國民小學

中華北路